# Bryan Herta Autosport
Bryan Herta Autosport (conosciuta come Barracuda Racing per motivi commerciali) è una squadra di corse automobilistiche statunitense che compete principalmente nella IndyCar Series e solo occasionalmente nella Firestone Indy Lights Series. È di proprietà dell'ex pilota IndyCar Bryan Herta e dell'ingegnere di pista Steve Newey. La squadra ha vinto la prestigiosa 500 Miglia di Indianapolis nel 2011 con il pilota Dan Wheldon morto in un incidente durante il gran premio di Las Vegas lo stesso anno.
Il team nacque nel 2009 e fece il suo ingresso ufficiale nel mondo delle corse a partire dal 2010. L'esordio avvenne nel gran premio della 500 Miglia di Indianapolis col pilota colombiano Sebastián Saavedra. L'auto Honda con telaio Dallara concluse la gara al 16º posto.
Nel 2011 il team ha ingaggiato i piloti Dan Wheldon e Alex Tagliani ma sarà dall'anno successivo, il 2012, che il team prenderà parte all'intero campionato di IndyCar Series. La nuova Dallara DW12 motorizzata Lotus e poi Honda, partecipò a 14 dei 15 grand premi in programma. Il pilota ufficiale del team, Alex Tagliani, riuscì ad ottenere come miglior prestazione un 5º posto sul circuito di Edmonton in Canada.
Anche per il 2013 il team conferma come unico pilota della squadra Alex Tagliani, il pilota che nel 2001 sul circuito del Lausitzring fu coinvolto nell'incidente con Alex Zanardi che costò l'amputazione delle gambe al pilota italiano.

## Piloti che hanno corso per il team
- Sebastián Saavedra (2010)
- Dan Wheldon (2011)
- Alex Tagliani (2011-2013)
- J. R. Hildebrand (2013)
- Luca Filippi (2013)